# Клайне-Шайдегг

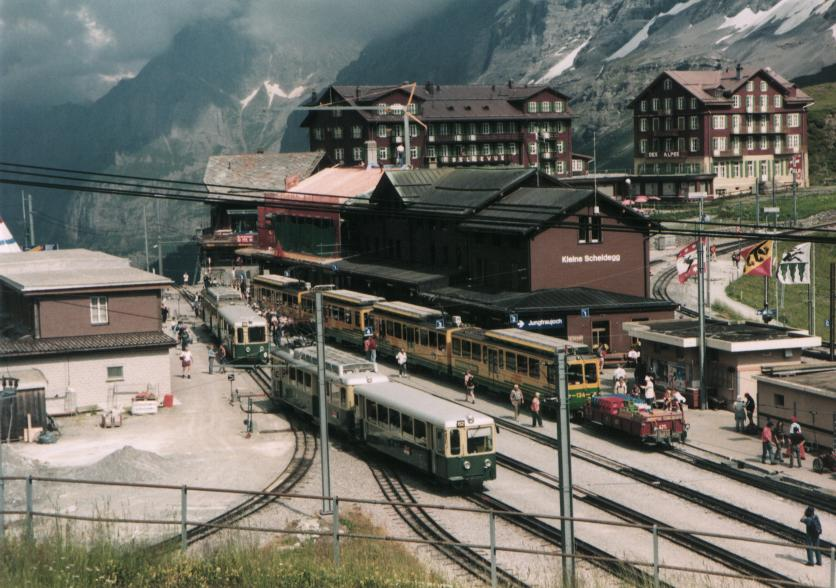
Станция Клайне-Шайдегг

Клайне-Шайдегг (нем. Kleine Scheidegg) — горный перевал (высота 2061 м) между вершинами Айгер и Лауберхорн в Бернских Альпах в кантоне Берн, Швейцария, соединяющий долины Гриндельвальд и Лаутербруннен.
На Клайне-Шайдегг расположены отели, а также железнодорожная станция двух зубчатых железных дорог Венгернальп (с 1893) и Юнгфрау (с 1896).
Железная дорога «Венгернальп» проходит из Лаутербруннена и Венгена через Клайне-Шайдегг в Гриндельвальд, железная дорога «Юнгфрау» поднимается вверх через туннель, проложенный сквозь горы Айгер и Мёнх, до перевала Юнгфрауйох.
Зимой Клайне-Шайдегг и Меннлихен являются центром горнолыжной области «Юнгфрау Топ Регион» вокруг Гриндельвальда, Венгена, Лаутербруннена и Мюррена. С 1993 года на Клайне-Шайдегг каждый год финиширует горный марафон «Юнгфрау», стартующий в Интерлакенe.
В конце зимнего сезона на Клайне-Шайдегг проводится музыкальный фестиваль под открытым небом «Snowpenair». Гостями фестиваля нередко являются звезды мировой величины, такие как Джо Коккер, Deep Purple, Status Quo, Брайан Адамс и другие.